# Leila Al-Serori
Leila Al-Serori (* 17. August 1988 in Wien) ist eine österreichische Journalistin und leitet das Politik-Ressort und Hauptstadtbüro des Handelsblatts in Berlin. Davor war sie stellvertretende Nachrichtenchefin bei der Süddeutschen Zeitung. 2019 gehörte sie zu dem investigativen Reporterteam, das mit der Veröffentlichung eines verdeckt aufgezeichneten Videos die Ibiza-Affäre auslöste.

## Werdegang
Nach ihrer Matura 2006 in Wien am Bundesgymnasium Rahlgasse absolvierte Al-Serori ein Studium der Theater-, Film- und Medienwissenschaft an der Universität Wien, das sie 2011 mit einem B.A. abschloss. Parallel erwarb sie bei Friederike Hassauer mit einer Diplomarbeit über Leben und Werk von Emilia Pardo Bazán einen M. Phil. in Romanischen Sprachen, Literaturen und Linguistik an der Universität Wien sowie einen MSc in Journalismus und Neuen Medien an der FHWien.
Im Mai 2012 begann sie eine Tätigkeit als Redakteurin bei kurier.at, im Mai 2015 wurde ihr dort die Ressortleitung „Politik online“ übertragen. Im Mai 2016 wechselte sie in die Politikredaktion der Süddeutschen Zeitung, seit 2021 ist sie stellvertretende Nachrichtenchefin. Im November 2024 trat sie die Co-Ressortleitung Politik in Berlin für das Handelsblatt an.
Al-Seroris gemeinsam mit Oliver Das Gupta durchgeführte journalistische Aufarbeitung der Vergangenheit von Heinz-Christian Strache in der Neo-Nazi-Szene wurden 2018 jeweils in der Kategorie „Investigation“ für den Henri-Nannen-Preis sowie den Deutschen Reporterpreis nominiert.
Infolge der mit dem Deutschen Reporterpreis ausgezeichneten Recherchen in der Ibiza-Affäre im Mai 2019 kam es zum Rücktritt von Heinz-Christian Strache als Vizekanzler Österreichs und FPÖ-Chef sowie vorgezogenen Neuwahlen in Österreich. Den Reportern war ein verdeckt aufgenommenes Video, in dem Strache einer vorgeblichen russischen Oligarchin Einflussnahme auf die österreichische Politik anbot, zugespielt worden. Nach Bestätigung der Authentizität durch einen Forensiker sowie das Fraunhofer SIT veröffentlichten die Redaktionsteams der Süddeutschen und des Spiegel Ausschnitte aus dem Video synchronisiert. Strache reichte Ende Mai 2019 eine Anzeige u. a. gegen Al-Serori ein, worin er Verstöße gegen § 201 und § 201a StGB vorwarf. Die Staatsanwaltschaft München I erklärte nach Prüfung, „dass sich die Beschuldigten nicht strafbar gemacht“ hätten.
Al-Serori und das Investigativteam bei der Süddeutschen Zeitung, dem das Strache-Video zugespielt worden war, erhielten 2020 die neu ins Leben gerufene Auszeichnung Ibiza-Preis, mit der jährlich audiovisuelle Beiträge von „herausragender öffentlicher Relevanz“ ausgezeichnet werden sollen. In der Jury-Begründung heißt es, das Ibiza-Video habe „außergewöhnlich wirkmächtig abgebildet und enthüllt, welche Absichten, Vorhaben und Hintergedanken sich bisweilen hinter öffentlicher Inszenierung, Marketing und Message-Control verbergen“. Al-Serori erklärte, das mehrstündige Material sei nicht komplett veröffentlicht worden, sondern nur ein paar Minuten, um jene Passagen zu zeigen, die „von größtmöglichem öffentlichen Interesse und die vielleicht auch strafrechtlich relevant sind“.
Im Rahmen der Ringvorlesung Politische Korruption und Medien in Österreich (1919-2019) am Institut für Zeitgeschichte der Universität Wien hielt sie eine Vorlesung über Hintergründe und Folgen der Ibiza-Affäre.
Sie gehörte 2021 und 2022 zur Jury des Nannen Preises in der Sparte „Lokal“, seit 2025 ist sie Jury-Mitglied in der Sparte Investigativ für den Stern Preis.

## Auszeichnungen
- Für die Recherchen zur Ibiza-Affäre im Team der Süddeutschen Zeitung und des Spiegels:
  - Deutscher Reporterpreis (2019) in der Kategorie „Investigation“[20]
  - Sonderpreis Investigation (2019) durch Der Österreichische Journalist[21]
  - Platz zwei in der Kategorie Team des Jahres 2019 durch Medium Magazin[22]
  - Nannen Preis (2020) in der Kategorie „Beste investigative Leistung“[23]
- Ibiza-Preis (2020) für Leila Al-Serori und das Investigativteam der Süddeutschen Zeitung vom Verband Filmregie Österreich und der Rechercheplattform Dossier.[24]
- „Top-30 unter 30“ durch Der Österreichische Journalist (2015)[25]